# Theresa Stoll
Theresa Stoll (Múnich, 21 de noviembre de 1995) es una deportista alemana que compite en judo.
Participó en los Juegos Olímpicos de Tokio 2020, obteniendo una medalla de bronce en la prueba de equipo mixto.
Ganó una medalla de bronce en el Campeonato Mundial de Judo de 2021 y tres medallas en el Campeonato Europeo de Judo entre los años 2017 y 2020. Además, obtuvo una medalla de oro en el Campeonato Europeo de Judo por Equipo Mixto de 2018.

## Palmarés internacional
| Juegos Olímpicos                    | Juegos Olímpicos        | Juegos Olímpicos  | Juegos Olímpicos |
| Año                                 | Lugar                   | Medalla           | Categoría        |
| ----------------------------------- | ----------------------- | ----------------- | ---------------- |
| 2020                                | Tokio (Japón)           | Medalla de bronce | Equipo mixto     |
| Campeonato Mundial                  |                         |                   |                  |
| Año                                 | Lugar                   | Medalla           | Categoría        |
| 2021                                | Budapest (Hungría)      | Medalla de bronce | –57 kg           |
| Campeonato Europeo                  |                         |                   |                  |
| Año                                 | Lugar                   | Medalla           | Categoría        |
| 2017                                | Varsovia (Polonia)      | Medalla de plata  | –57 kg           |
| 2018                                | Tel Aviv (Israel)       | Medalla de plata  | –57 kg           |
| 2020                                | Praga (República Checa) | Medalla de bronce | –57 kg           |
| Campeonato Europeo por Equipo Mixto |                         |                   |                  |
| Año                                 | Lugar                   | Medalla           | Categoría        |
| 2018                                | Ekaterimburgo (Rusia)   | Medalla de oro    | Equipo mixto     |